# 佐賀県旗
佐賀県旗（さがけんき）は、日本の都道府県の一つ、佐賀県の旗。

## 概要
1968年12月11日に県告示第450号にて制定された。県の花であるクスの花弁を図案化し、白い花びらは「公明」「清潔」、朱赤のオシベとメシベで「誠実」「情熱」を表すと共に6枚の花びら・6対のオシベとメシベの形は「調和と力強い発展」を表している。
佐賀県章は県旗より古い1936年制定のものが別に存在し、県章と県旗のデザインが異なる県の一つとなっている。また、1992年には県章とは別のシンボルマークが新たに制定されているが、東京都や鹿児島県のようなシンボル旗は制定されていない。